# کامتسه دی کرمل
کامتسه دی کرمل (انگلیسی: Comtesse de Kermel; ۱۵ ژوئن ۱۸۷۴ – ۱۳ ژوئن ۱۹۵۵) تنیس‌باز اهل فرانسه بود.
وی قهرمان تنیس قهرمانی فرانسه (بعدها به نام تنیس آزاد فرانسه تغییر نام یافت) در سال ۱۹۰۷ بود.